# 津川バイパス
津川バイパス（つがわバイパス）は、新潟県東蒲原郡阿賀町を通る国道49号のバイパス道路。津川インター入口交差点以西は国道459号と重複。

## 概要

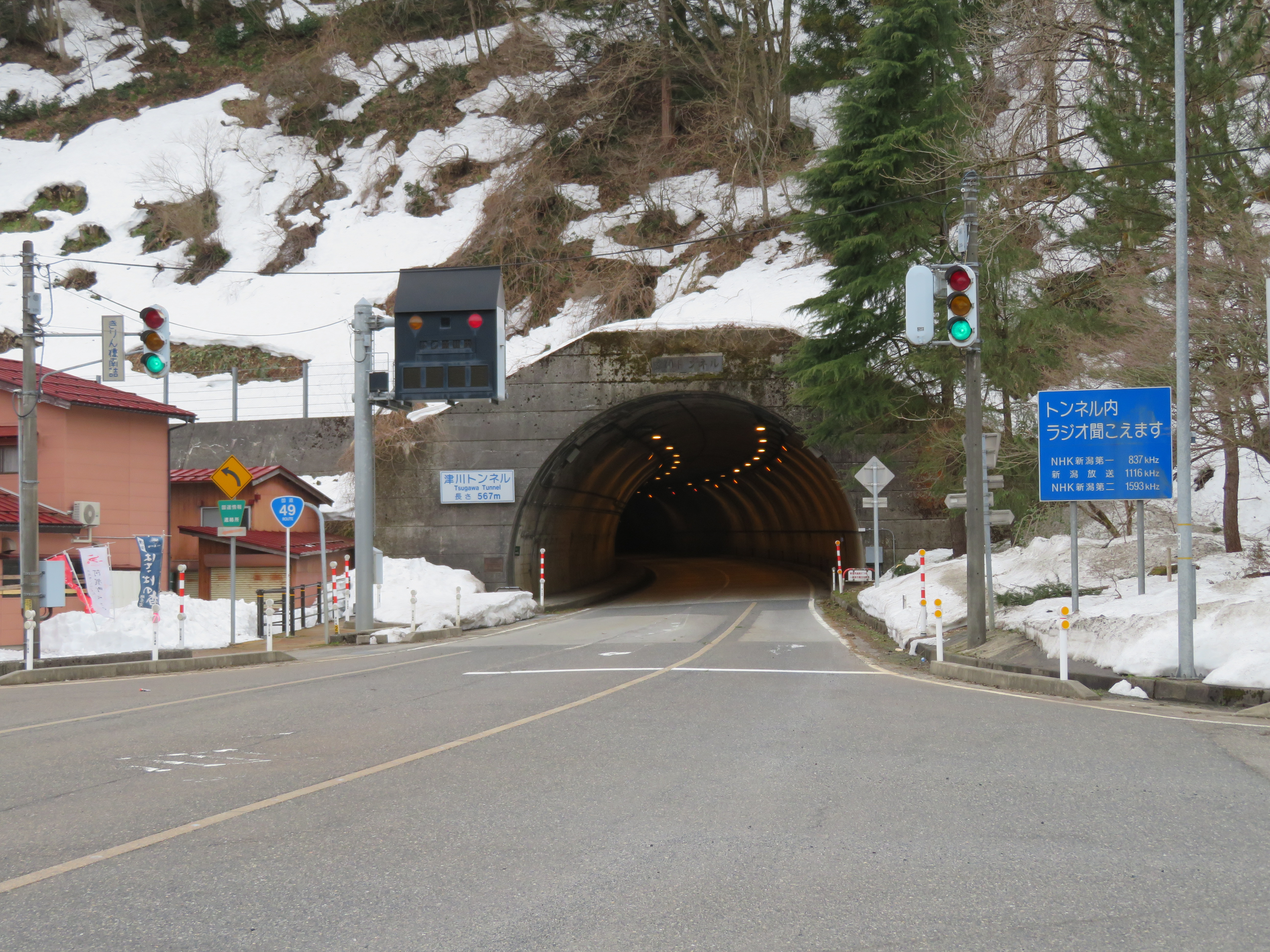
津川トンネル（きりん橋南詰交差点付近側）

国道49号の阿賀町津川市街地を経由する区間は、多くの商店や住宅が立ち並んでいる上、道幅が狭隘でクランクがあるなど、交通の大きな障害となっていた。
そこで旧区間の南西側を経由して、市街地の両端部にあたる大字常波甲、常波橋西詰にある平堀交差点と、大字津川の麒麟橋南詰との間を結ぶバイパス路線として、1980年（昭和55年）12月に開通したのが延長3.3 kmの現区間である。全線片側1車線、幅員14 m。麒麟橋南詰に接続する567 mの津川トンネルを有する。
なお、従来経由していた市街地区間は県道に降格し、新潟県道14号新発田津川線となっている。
大半の区間で路側放送を放送している。

### 揚川改良
津川バイパス開通後も、麒麟橋から先の、阿賀野川右岸を通過するルートは急峻な断崖に沿い、老朽化や狭隘化が著しい条件下であったため改良が行われ、2013年（平成25年）3月30日より国道49号新潟方面は、磐越道津川IC入口交差点と津川トンネルの間の芦沢交差点より揚川改良を通過するルートとなり、阿賀町大牧 - 黒岩間が通行止になった。

## 主な接続路線
- 新潟県道14号新発田津川線（平堀交差点）
- 国道459号（津川インター入口交差点）
- 新潟県道89号津川インター線（同）
- 国道49号（揚川改良：現本道、芦沢交差点）
- 新潟県道14号新発田津川線（きりん橋南詰交差点）

## 旧道（国道49号）
- 阿賀町平堀（平堀交差点） - 阿賀町津川（きりん橋南詰交差点）：新潟県道14号新発田津川線

※国道459号はバイパス開通後の指定のため、旧道は存在しない。